# Catoblepia vercingetoryx
Catoblepia vercingetoryx är en fjärilsart som beskrevs av Otto Staudinger 1886. Catoblepia vercingetoryx ingår i släktet Catoblepia och familjen praktfjärilar. Inga underarter finns listade i Catalogue of Life.